# ピチ高野球部
『ピチ高野球部』（ぴちこうやきゅうぶ）とは、2010年2月1日からFNS九州･沖縄8局で放送を開始したテレビアニメである。幹事局は、TNC テレビ西日本。

## 概要
DLEとFNS九州･沖縄8局（TNC･STS･KTN･TKU･TOS･UMK･KTS･OTV）、電通の共同制作、放送時間が1分のミニアニメである。監督と原案、キャラクターデザインは、べんぴねこ。

## あらすじ
部員が二人しかいない桃ヶ丘高校（通称：ピチ高）の野球部員マルちゃんとニッキーが高校横の川原を舞台に繰り広げる青春バカアニメ。

## 登場人物
マルちゃん
声 - べんぴねこ
主人公。二人しかいないピチ高野球部員の一人。中学時代は合唱部所属だったが、父の言葉を鵜呑みにして野球部に入部。
ニッキー
声 - べんぴねこ
もう一人の主人公。二人しかいないピチ高野球部員の一人。小太りで、あだ名の由来は小錦。マルちゃんとは幼馴染。
ノリコ
声 - 古川小百合
ピチ高野球部のマネージャー。3年連続で校内ミスコン優勝・成績優秀・サッカーもうまいなど謎の多い人物。ニッキーは彼女に惚れて野球部入り。
三沢先生
声 - べんぴねこ
ピチ高野球部顧問。専門は地学。野球の知識ゼロだがくじ引きで顧問に。部員の名をなかなか覚えない。鬘疑惑あり。
ケムオ
声 - べんぴねこ
マルちゃん、ニッキーの同級生。ライバル(?)的存在。
シイシイ
声 - 近藤唯
ピチ高チア部初代部長。特技は落語で、五代目志ん生の「火焔太鼓」を完コピできる。
トロリ
声 - 佐藤美由希
シイシイの誘いでピチ高チア部に入部した女子高生。本名は朋美（ともみ）。父は外科医。
ネコーチ
声 - べんぴねこ
三沢先生が野球部のために招聘したコーチ。ねこじゃらしに弱い。

## 主題歌
「桃ヶ丘高校野球部応援歌」
歌 - YUZO（OneThree）

## 放送局
| 放送地域 | 放送局         | 系列 | 放送期間       | 放送日時                                                                               | 備考                                                                                       |
| -------- | -------------- | ---- | -------------- | -------------------------------------------------------------------------------------- | ------------------------------------------------------------------------------------------ |
| 福岡県   | テレビ西日本   | FNS  | 2010年2月1日 - | - 月〜水 ももち浜ストアプラス内（11:00-11:15） - 木、金 ももち浜ストア内（9:55-11:15） | 幹事局。2011年3月までは、 ハチナビ スーパーニュース→ハチナビプラス ギュギュっと!内で放送。 |
| 佐賀県   | サガテレビ     | FNS  | 2010年2月1日 - | 月〜金16:00-17:00間の スポットランダム放送。                                           |                                                                                            |
| 長崎県   | テレビ長崎     | FNS  | 2010年2月1日 - | 月〜金16:00-17:00間の スポットランダム放送。                                           |                                                                                            |
| 熊本県   | テレビくまもと | FNS  | 2010年2月1日 - | 月〜金16:00-17:00間の スポットランダム放送。                                           |                                                                                            |
| 大分県   | テレビ大分     | FNS  | 2010年2月1日 - | 月〜金16:00-17:00間の スポットランダム放送。                                           | 日本テレビ系列とクロスネット。                                                             |
| 宮崎県   | テレビ宮崎     | FNS  | 2010年2月1日 - | 月〜金16:00-17:00間の スポットランダム放送。                                           | 日本テレビ系列、テレビ朝日系列とクロスネット。                                             |
| 鹿児島県 | 鹿児島テレビ   | FNS  | 2010年2月1日 - | 月〜金16:00-17:00間の スポットランダム放送。                                           |                                                                                            |
| 沖縄県   | 沖縄テレビ     | FNS  | 2010年2月1日 - | 月〜金16:00-17:00間の スポットランダム放送。                                           |                                                                                            |